# 日本民族問題
日本的种族主义指的是日本各类人群和团体对种族或族裔持有的负面态度与看法，这些态度和看法在日本历史上的不同阶段通过歧视性的法律、做法和行为（包括暴力）体现出来，针对的对象是各种族或族裔群体。
根据2018年的人口普查统计，日本人口的97.8%为日本人，其余为居住在日本的外国国民。近年来，由于人口老龄化和劳动力减少，外国劳动者的数量显著上升。一篇2018年的新闻报道称，东京年轻人口中约每10人就有1人是外国国籍。根据美国中央情报局的《世界概况》，日本人占总人口的98.1%，中国人占0.5%，韩国人占0.4%，其余1%为其他所有族裔群体。
日本并没有禁止种族、族裔或宗教歧视的相关法律，全国也没有国家级人权机构。在日本的非日本人经常面临日本国民可能不会遇到的人权侵犯问题。 近年来，非日本媒体报道指出，日本企业经常没收外籍工人的护照，尤其是那些从事非技术劳动的工人。
在20世纪初，日本政府出于民族主义意识形态，并以“国家统一”为名，对边缘化群体（包括琉球原住民、阿伊努人和其他弱势族群）进行识别并强制同化，实施语言、文化和宗教方面的同化政策。日本将这些族群视为日本民族的“子群体”，因此与大和民族同义，不承认他们是拥有独特文化的少数民族。

## 背景

### 人口统计
详见：日本的人口统计
2000年在日本外国人的国籍分布图。
资料来源：日本统计局
日本总合法居住人口中，大约有2.4%是外国公民。根据日本政府2022年的数据显示，其中主要群体如下：
| 国籍               | 人数      | 占比  |
| ------------------ | --------- | ----- |
| 中国大陆           | 761,563   | 24.8% |
| 越南               | 489,312   | 15.9% |
| 朝鲜半岛           | 436,670   | 14.2% |
| 菲律賓             | 298,740   | 9.7%  |
| 巴西               | 209,430   | 6.8%  |
| 尼泊尔             | 139,393   | 4.5%  |
| 印度尼西亞         | 98,865    | 3.2%  |
| 美国               | 60,804    | 2.0%  |
| 臺灣               | 57,294    | 1.9%  |
| 泰國               | 56,701    | 1.8%  |
| 其他               | 491,799   | 16.0% |
| 总计（截止2022年） | 3,075,213 | 100%  |

日本民族问题（日语：／），指与日本的民族政策和种族歧视等相关的问题。

## 按照受害对象划分

### 日本的族群少数群体
在日本居住的九个最大少数族群包括：南北韩人、華人(包括中國人及台灣人)、巴西人（许多巴西人有日本祖先）、菲律宾人、越南人、北海道的阿伊努原住民、冲绳的琉球人，以及位于九州与台湾之间其他岛屿的居民。 “部落民”（burakumin，日本封建制度最底层的贱民阶层）有时也被包括在内。 日本还有一些历史较短的小型族群社群。
根据联合国2008年由迪埃涅（Diène）提交的报告，日本种族主义和排外情绪影响最深的社群包括：
- 阿伊努人和冲绳人等国家少数民族，
- 来自邻近国家的移民及其后代（中国人和韩国人），
- 以及来自亚洲、非洲、南美和中东等其他国家的新移民。

### 韩国人
主条目：在日朝鲜人、日本的反韩情绪
自《日朝修好条约》（1876年）签订直至二战期间，韩国人因寻求庇护及教育机会而来到日本。1910年《日韩合并条约》生效，条约规定因朝鲜被日本吞并，韩国人依法获得日本国籍。二战期间，日本政府实施了《国家总动员法》。
二战后，由于在政治和经济上受到歧视，韩国人决定“非法”参与日本战后重建工作；他们在日本待遇不公，薪资低下。“在日”韩国人是登记为“朝鲜”（韩文：조선，日文：Chōsen（朝鮮））或“韩国”国籍的日本永久居民。由于1910年朝鲜被日本吞并，登记为“朝鲜”籍的在日韩国人实际上属于无国籍状态。二战结束后，由于朝鲜当时尚未建国，美国军政当局为居住在日本的200万朝鲜人赋予了临时的“朝鲜国籍”。但随着朝鲜半岛被美苏分治，1948年朝鲜（北韩）和大韩民国（南韩）分别建立政府，“朝鲜国籍”的含义也变得模糊。一些人后来取得了南韩国籍，但另一些人则因反对韩半岛分裂或同情北韩而保留“朝鲜国籍”，因为无法登记北韩国籍。
大多数“在日”韩国人是在1910年至1945年间日本殖民统治朝鲜期间从朝鲜迁徙而来。大规模移民的原因之一是，朝鲜的地主和劳工因日本对土地和生产的掠夺政策而失去生计，被迫前往日本谋生。根据历史学家鲁道夫·鲁梅尔（Rudolph Rummel）的估算，有约540万朝鲜人被征召为强制劳工，送往日本帝国各地。他估计约有6万朝鲜人在满洲、库页岛等地的强制劳工中丧生。
在日本统治朝鲜期间，日本政府推行文化同化政策。朝鲜文化遭受压制，反对日本统治的艺术与文学作品被审查和禁止，朝鲜语被视为“民族语”并受到压制，而日语被指定为“国语”，强制朝鲜人学习。 在相对宽松的一段时期后，1938年朝鲜语在公立学校被降为非必修科目，1941年被完全取消， 尽管在战争期间，朝鲜语和韩文字（谚文）仍被用于宣传直到日本统治的最后阶段。 自1940年起，朝鲜人被强制改用日本姓名。然而许多朝鲜人对此政策进行了抵制，到1940年代末，这项政策几乎已不再实行。1923年关东大地震之后，因谣言称朝鲜人正在骚乱、抢劫、投毒水井，数千名在日朝鲜人惨遭屠杀，此事件被称为“关东大屠杀”。韩国济州岛起义期间也有大量难民逃往日本。尽管大部分移民后来返回韩国，但1946年盟军总部（GHQ）估算当时仍有约65万名朝鲜人留在日本。
二战后，在日韩国人社群分裂为亲韩国的“民团”（Mindan）和亲北韩的“总联”（Chongryon）。最后一波大规模韩人迁徙发生在1950年代韩战后，许多难民为逃离南韩政府在济州岛的大屠杀而来到日本。
认同“总联”的在日韩国人也是北韩的重要资金来源之一。 有估算指出，从日本流向北韩的年汇款总额可能超过2亿美元。根据日本法律，22岁以上的成年人不能拥有双重国籍，[26] 且在1980年代前申请日本国籍者须改用日本姓名。部分因此，许多“在日”韩国人不愿意申请日本国籍，认为这一过程带有屈辱。
尽管越来越多的“在日”韩国人取得了日本国籍，但身份认同问题依旧复杂。即使没有选择成为日本国籍，他们也常使用日本名字以避免歧视，过着“日本人”般的生活。相比之下，生活在日本的华人通常保留本名并在当地建立“中华街”社群。1990年代末，随着日韩关系紧张加剧，针对“总联”成员的攻击激增，包括日本对朝鲜学校女生的袭击。 日本当局近年对“总联”展开调查与逮捕行动，此类行动常被“总联”批评为政治打压。
2000年，时任东京都知事石原慎太郎在谈及地震后的骚乱可能性时，将中国人和韩国人称作“三国人”（sangokujin，三国人）。这一说法引发了外国人社群的不满。该词历史上常带有贬义色彩，石原的发言令人联想到1923年关东大地震后朝鲜人被民众和警察屠杀的惨剧，因此在提及“外国人可能骚乱”的语境中使用该词，许多人认为此举具有挑衅性，甚至被认为是种族主义言论。
2014年，美国政府一份人权报告表达了对日本右翼团体（如右翼团体“右翼团体（Uyoku dantai）”）骚扰和虐待在日韩国人的担忧。 到2022年，有报道称日本的反韩种族主义有所上升，包括烧毁民宅（如宇治市宇土路地区的事件），以及针对在日韩国社群的死亡威胁。

### 中国大陆人
主条目：在日中国人、日本的反华情绪
根据2018年的统计数据，中国大陆人是日本境内合法居住的最大少数族群。联合国人权委员会（UNCHR）的一位调查员表示，由于历史与文化的因素，日本对韩国人和中国人的种族主义根深蒂固。

### 台湾人
由于台湾在1895年至1945年间是日本的殖民地，目前仍有相当数量的台湾人居住在日本。民主党前党魁莲舫（原名谢莲舫，日语发音为「Sha Renhō」）是最著名的台日混血政治人物之一。

2000年，时任东京都知事石原慎太郎侮辱台湾人，将其称为“三国人”（Sangokujin）：
“我提到了‘许多非法进入日本的三国人’，考虑到有些人可能不知道这个词，我改用‘外国人’（gaikokujin）来表达。但那天是新闻休刊日，新闻机构有意报道了我使用‘三国人’一词，这才引发了问题。

 ……二战后，日本战败，来自台湾的中国人和朝鲜半岛的人对日本人进行迫害、抢劫，甚至暴力殴打。‘三国人’这个词就是在那个时候使用的，并非带有贬义，相反，当时我们是害怕他们的。

 ……我不觉得需要道歉。我对大家对我讲话的反应如此激烈感到惊讶。为了避免误解，我决定以后不再使用这个词。很遗憾这个词被那样解释。”

### 阿伊努人
阿伊努人是主要生活在北海道的原住民族，也有一部分分布在现今的俄罗斯地区。日本政府目前的官方统计为25,000人，但非官方估计认为其实际人数可能超过200,000人。
在日本历史的大部分时间里，阿伊努人是北海道的主要居民。然而，自1869年以后随着日本人大规模迁入，阿伊努人大量被驱逐和同化。明治时代的政策导致阿伊努人被迫离开传统土地，其文化活动被禁止。日本政府于2008年6月6日通过决议，正式承认阿伊努人为原住民族，承认其文化差异与历史遭遇。

### 琉球人
琉球人在1609年前曾生活于一个独立王国，之后成为日本萨摩藩的藩属国。该王国在1872年失去自治地位，1879年正式并入日本，设为冲绳县。如今，琉球人是日本最大少数族群之一，在冲绳生活约有130万人，在日本其他地区有约30万人。
冲绳语是使用最广泛的琉球语言，与日语同属日本语系。1872年王国并入日本后，日本政府通过强制同化政策打压琉球语言。学校中仅教授标准日语，学生若讲本地方言会受到“方言牌”（即惩罚卡）的惩罚，年轻一代逐渐舍弃被认为“落后”的文化。尽管琉球语言之间彼此难以理解，与日语也不互通，日本政府至今仍将其标为“日语方言”。
1940年，日本政府内部曾讨论是否继续打压琉球语言，最终主张同化的一方胜出。 冲绳战役期间，日本军方为了防止“间谍活动”，禁止讲冲绳语，导致约有1000名平民因讲方言被日军杀害。尽管今日仍有少数儿童以琉球语为母语，但此情况极为罕见，尤其在冲绳本岛以外地区。琉球语如今仍用于民谣、传统舞蹈等文化活动中。
琉球群岛被吞并后，许多琉球人（尤其是冲绳人）迁往日本本土寻求就业或更好生活条件，他们时常遭受歧视，例如在工作场所门口贴出“禁止琉球人与朝鲜人”之类的标语。
1903年大阪博览会上的“世界人种馆”（Jinruikan）展览，将冲绳人、阿伊努人、韩国人等所谓“落后民族”以传统服饰与住房展示于人前。
在冲绳战役期间，日本军队对冲绳平民犯下了包括强奸、谋杀、拿平民做人盾、甚至诱导或强迫其自杀等暴行。2007年，日本文部科学省试图修改教科书，弱化对此类暴行的记述，结果引发冲绳大规模抗议。
文化上，冲绳深受中国南部、台湾、东南亚的影响，反映了其历史上与这些地区的贸易关系。然而，由于学校教育、电视与印刷媒体全面使用标准日语，这些文化差异在日本社会中常被忽略。因此，许多日本人将冲绳人视作“纯日本人”（大和族），对其独特的历史与文化缺乏敏感与认知。

### 其他族群
在日本，外籍人士常被称为“外国人”（Gaikokujin，意为外国国家之人）或“外人”（Gaijin，意为外来者、局外人），其中“外人”有时被认为带有贬义，因此主流媒体多避免使用。
曾是日本领土的南萨哈林（旧称桦太）原住有尼夫赫人（Nivkhs）与乌伊尔塔人（Uilta，旧称鄂罗克人）。与阿伊努人不同，他们与“桦太朝鲜人”一样，在1945年苏联入侵后并未随日侨一同撤离。一些在日军服役的尼夫赫人与乌伊尔塔人被关押于苏联劳改营。经1950年代末至1960年代的诉讼，他们被确认拥有日本国籍，得以迁居日本，多数定居于北海道网走一带。乌伊尔塔协会（Uilta Kyokai）于1975年由达希年·根达努（Dahinien Gendānu）创立，旨在争取乌伊尔塔人的权利并保护其传统文化。
生活于小笠原群岛的欧美系（Ōbeikei）居民血统复杂，包括欧洲人、密克罗尼西亚人和加纳克人（Kanak）。
尽管日本对来自缅甸的寻求庇护者提供了保护和难民身份，但对来自土耳其的库尔德人则未给予同样待遇。这些因迫害而逃离土耳其的库尔德人在日本大多处于贫困状态，无法接受教育，也没有合法居留身份。
2015年10月，在东京的土耳其大使馆前发生了在日库尔德人与土耳其人之间的冲突，起因是库尔德人展示了库尔德政党的旗帜。自2023年春季起，X（原推特）平台上出现大量日语的反库尔德仇恨言论，可能是由在日土耳其人发起。库尔德人报告称收到了死亡威胁以及要求他们驱逐出境的言论。
“部落民”虽为日本族裔，但在日本社会中地位低下，属于社会等级制度中的最底层。他们主要以农业为生，属农民阶层。战后，日本废除了封建等级制度，但“部落民”仍遭社会歧视，如住房限制等问题持续存在。为争取在教育、住房、社会福利与公民权等方面的平等地位，该群体多年来持续进行抗议运动。部分组织采取激进方式，例如“部落解放同盟”（Buraku Liberation League），通过公开演讲与表达来阐明其诉求。
黑人在日本媒体（如动漫）中的呈现方式也屡遭批评。
俄罗斯入侵乌克兰后，生活在日本的俄罗斯人也成为骚扰、仇恨言论和歧视的对象。日本外相林芳正谴责了对俄国人的人权侵害行为。
2024年1月，三名在日本居住的外籍人士起诉日本中央与地方政府，指控警方基于外貌和族裔反复对他们进行非法盘查，构成种族定性与歧视。他们主张这一行为违反宪法，并要求每人赔偿300万日元（约2万美元）。此诉讼发生在日本外籍劳动力迅速增长与国民身份认同讨论加剧的背景下。

## 脚注
1. 1 2 3  . 政府統計の総合窓口.   [2025-06-23] （日语）.
2. ↑  . 日本経済新聞. 2018-07-11  [2025-06-23] （日语）.
3. ↑  Human Rights Watch, , 2020-01-15  [2025-06-23] （英语）
4. ↑  . The University of Tokyo.   [2025-06-23] （英语）.
5. ↑  Denyer, Simon. . The Washington Post. 2020-01-23  [2025-06-23]. ISSN 0190-8286 （美国英语）.
6. ↑  Murakami, Sakura. . Reuters. 2020-01-23  [2025-06-23] （美国英语）.
7. ↑  Inoue, Masamichi S. . Columbia University Press. 2007-04-17. ISBN 978-0-231-51114-8 （英语）.
8. ↑  Loo, Tze May. . Bloomsbury Publishing PLC. 2014-03-14. ISBN 978-0-7391-8249-9 （英语）.
9. ↑  Times, The Japan. . The Japan Times. 2025-06-23  [2025-06-23] （英语）.
10. ↑  . www.moj.go.jp.   [2025-06-23].
11. ↑  . AJW by The Asahi Shimbun.   [2025-06-23]. （原始内容存档于2014-10-13） （英语）.
12. ↑  . Japan Today. 2013-11-11  [2025-06-23] （英语）.
13. ↑  , Routledge: 81–105, 2008-11-19  [2025-06-23], ISBN 978-0-203-29895-4
14. ↑  Lim, Youngmi. . The Journal of Asian Studies. 2010-05, 69 (2)  [2025-06-23]. ISSN 0021-9118. doi:10.1017/s0021911810001233.
15. ↑  Rummel, R. J. . Lit Verlag. 1999. ISBN 3-8258-4010-7. Available online: . Freedom, Democracy, Peace; Power, Democide, and War.   [2006-03-01].
16. 1 2  李, 炯喆; LEE, Hyong Cheol. . 研究紀要. 2016-12, 1  [2025-06-23]. ISSN 2432-616X.
17. ↑  . www.nipponwomamorukai.jp.   [2025-06-23].
18. ↑  . 朝日新聞. 2021-09-05  [2025-06-23] （日语）.
19. ↑  . www.ft.com.   [2025-06-23] （英国英语）.
20. ↑  Tsutsui, Kiyoteru; Shin, Hwa Ji. . Social Problems. 2008-08, 55 (3)  [2025-06-23]. doi:10.1525/sp.2008.55.3.391 （英语）.
21. ↑  , Princeton University Press: XIII–XX, 2017-04-24  [2025-06-23], ISBN 978-1-4008-8464-3
22. ↑  Mead, Darryl. . First Monday. 2023-10-18  [2025-06-23]. ISSN 1396-0466. doi:10.5210/fm.v28i10.13154.
23. ↑  . South China Morning Post. 2022-01-23  [2025-06-23] （英语）.
24. ↑  McCurry, Justin. . The Guardian. 2022-07-18  [2025-06-23]. ISSN 0261-3077 （英国英语）.
25. ↑  . www.voanews.com.   [2025-06-23]. （原始内容存档于2009-02-04） （英语）.
26. ↑  Ho, Tung-hung, , Routledge: 23–42, 2019-11-14  [2025-06-23], ISBN 978-1-351-11914-6
27. ↑  Risjord, Norman K. . American National Biography Online. Oxford University Press. 2000-02.
28. ↑  Aman, Mary Jo. . Digest of Middle East Studies. 1992-07, 1 (3)  [2025-06-23]. ISSN 1060-4367. doi:10.1111/j.1949-3606.1992.tb00381.x.
29. ↑  . www.britannica.com. 2025-06-20  [2025-06-23] （英语）.
30. ↑  . Kiriko Made. 2018-10-26  [2025-06-23] （英语）.
31. ↑  . 2008-06-06  [2025-06-23] （英国英语）.
32. ↑  Goebel Noguchi, Mary; Fotos, Sandra (编). . Bilingual education and bilingualism. Clevedon, England Buffalo, N.Y: Multilingual Matters Ltd. 2001. ISBN 978-1-85359-490-8.
33. ↑  Heinrich, Patrick. . Contemporary Japan. 2013-08, 25 (2)  [2025-06-23]. ISSN 1869-2729. doi:10.1515/cj-2013-0008.
34. ↑  Brooke, By James. . www.iht.com.   [2025-06-23]. （原始内容存档于2006-01-14） （美国英语）.
35. ↑  Inoue, Masamichi S. . 2007-12-31  [2025-06-23]. doi:10.7312/inou13890.
36. ↑  , Oxford University Press, 2007-12-01  [2025-06-23]
37. ↑  Conner, Eugene H. . American National Biography Online. Oxford University Press. 2000-02.
38. ↑  Inoue, Masamichi S. . New York: Columbia University Press. 2012. ISBN 978-0-231-51114-8.
39. ↑  岡本, 佐智子; オカモト, サチコ; Okamoto, Sachiko. . 北海道文教大学論集. 2009-03-25, (10)  [2025-06-23] （日语）.
40. ↑  . doi.org.   [2025-06-23].
41. ↑  Chiba, Yuka; Suzuki, Tadashi. . Ornithological Science. 2011-12, 10 (2)  [2025-06-23]. ISSN 1347-0558. doi:10.2326/osj.10.119.
42. ↑  Times, The Japan. . The Japan Times. 2025-06-23  [2025-06-23] （英语）.
43. ↑  . Al Jazeera.   [2025-06-23] （英语）.
44. ↑  Times, The Japan. . The Japan Times. 2025-06-23  [2025-06-23] （英语）.
45. ↑  . The Asahi Shimbun.   [2025-06-23]. （原始内容存档于2025-06-10） （美国英语）.
46. ↑  . Mainichi Daily News. 2024-03-29  [2025-06-23] （英语）.
47. ↑  . Anime News Network. 2025-06-23  [2025-06-23] （英语）.
48. ↑  , Oxford University Press, 2007-12-01  [2025-06-23]
49. ↑  . RAND Corporation. 2024.